# The Conversion of Smiling Tom
The Conversion of Smiling Tom è un cortometraggio muto del 1915 diretto da Tom Mix.

## Produzione
Il film fu prodotto dalla Selig Polyscope Company.

## Distribuzione
Distribuito dalla General Film Company, il film - un cortometraggio in una bobina - uscì nelle sale cinematografiche statunitensi il 20 aprile 1915.